# Stanisław Kaczor
Stanisław Kaczor (ur. 19 września 1924 w Dzierążni, zm. 7 listopada 2014) – polski pedagog, profesor zwyczajny dr hab. nauk humanistycznych o specjalności pedagogika pracy.

## Życiorys
W 1948 roku zdobył wykształcenie ogólnokształcące oraz uzyskał kwalifikacje pedagoga. W latach 1951–1952 kierował w Opolu artystyczną szkołą zawodową. W 1952 roku, po przeniesieniu szkoły do Turczynka pod Warszawą, przeprowadził się do stolicy i wkrótce rozpoczął studia w Wyższej Szkole Pedagogicznej. W 1954 roku rozpoczął pracę w Liceum Pedagogicznym Towarzystwa Przyjaciół Dzieci w Warszawie (uczył w klasach harcerskich) oraz został powołany na nauczyciela przysposobienia wojskowego. W roku 1959, po ukończeniu studiów na kierunku pedagogicznym Uniwersytetu Warszawskiego, został zatrudniony w Ministerstwie Nauki i Szkolnictwa Wyższego jako wicedyrektor Departamentu Studiów Ekonomicznych i Pedagogicznych. Do roku 1969 był pedagogiem w zakładach kształcenia nauczycieli, a do 1972 roku pracował w resorcie odpowiedzialnym za szkolnictwo wyższe.
W 1971 roku Stanisław Kaczor uzyskał doktorat na Uniwersytecie Warszawskim, a w 1978 habilitację. W roku 1983 został profesorem nadzwyczajnym, a w 1989 zwyczajnym. Pracował w Instytucie Kształcenia Zawodowego (w tym w latach 1984–1990 na stanowisku dyrektora). Od 1984 roku był redaktorem naczelnym „Pedagogiki Pracy”. W latach 1987–1989 był członkiem Komitetu Ekspertów do Spraw Edukacji Narodowej.
W 2007 roku otrzymał tytuł doktora honoris causa Akademii Nauk Pedagogicznych Ukrainy w Kijowie.
Zajmował się problemami oświaty dorosłych, wychowywania młodzieży w szkołach zawodowych, a także badaniami porównawczymi nad szkolnictwem zawodowym.

## Główne prace
Prace naukowe:
- 1975: „Teksty samiprogramowane w studiach dla pracujących”
- 1977: „Modernizacja kształcenia zawodowego” (red.)
- 1978: „Samokształcenie nauczycieli studiujących”
- 1981: „Nauczyciel w kształceniu pozaszkolnym dorosłych”
- 1982: „Kształcenie zawodowe w wybranych krajach socjalistycznych”
- 1985: „Prace dydaktyczno-wychowawcze nauczyciela w pozaszkolnym kształceniu dorosłych”
- 1987: „Wychowanie w szkole zawodowej” (współautor)
- 1993: „Kształcenie i doskonalenie zawodowe w okresie przemian”
- 1997: „Problemy pedagogiki dorosłych w Polsce i Niemczech” (red.)
- 2005: „Wybrane problemy edukacji i eurointegracji”
- 2008: „Szkoły wyższe – ważny etap uczenia się przez całe życie”

Tomiki wierszy:
- 1994: „Z potrzeby serca”
- 1997: „Pragnę powiedzieć”